# Gare de Grorud
La gare de Grorud est une gare ferroviaire de la ligne Hovedbanen.

## Situation ferroviaire
Elle se situe à 10,15 km de la gare centrale d'Oslo et à une altitude de 127 mètres.

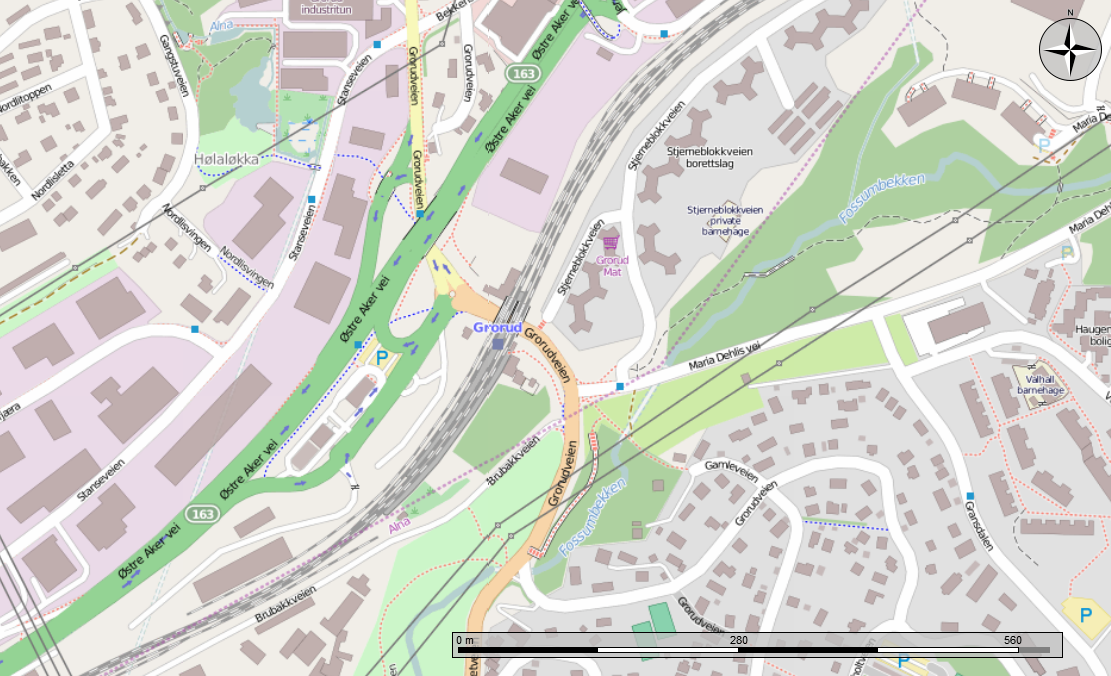
Carte montrant l'emplacement de la gare.

## Histoire

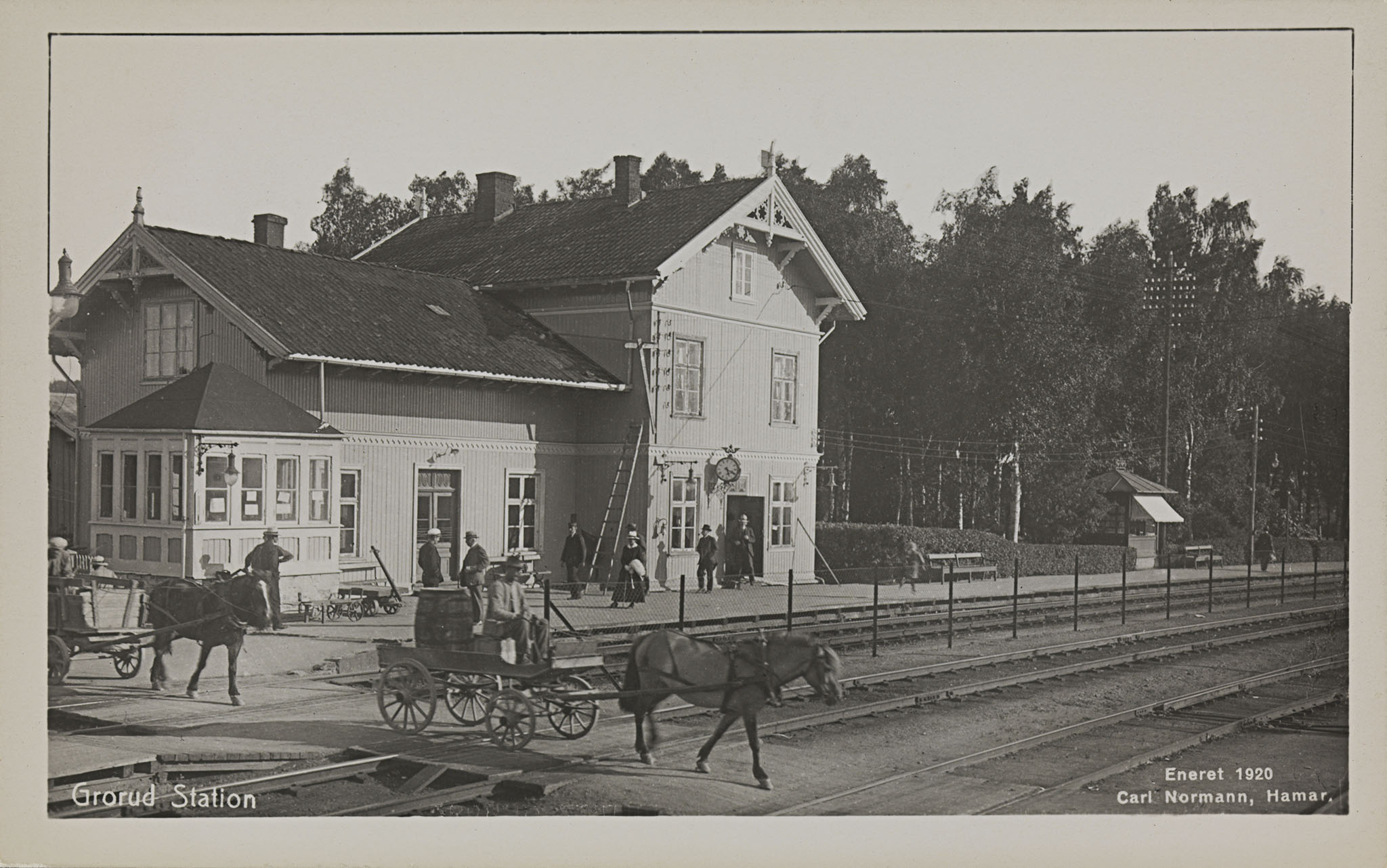
La gare vers 1920.

Une première gare a été construite sur le site en 1854, mais a brûlé dans un incendie en 1862. Une deuxième gare a été construite et existe encore sur les lieux. La gare est à mi-chemin entre Christiana et Lillestrøm, avec beaucoup de grandes exploitations agricoles et des entrepôts de bois, ce qui donnait une bonne base de trafic de personnes et de marchandises. Au 2e étage se trouve la résidence du chef de gare. La station est sans surveillance depuis 1991, se trouvant sur le plan de protection du NSB.

## Service des voyageurs

### Accueil
La gare est équipée d'un parking de 65 places (dont 3 pour les personnes à mobilité réduite) et d'un parking à vélo. Elle possède également un automate pour l'achat de titres de transport ; sur les quais se trouvent des aubettes.

### Desserte
La gare est desservie par la ligne de train locale reliant Spikkestad à Lillestrøm.

### Intermodalité
La gare est également desservie par plusieurs lignes de bus dont la ligne FB3 reliant Oslo à l'aéroport de Gardemoen.